# Avtovağzal (stanice metra v Baku)
Avtovağzal je dočasná severní konečná stanice na lince 3 metra v Baku, která se nachází za stanicí Memar Əcəmi-2.

## Popis
Projekt stanice byl vypracován v 80. letech 20. století a stavební práce měly být zahájeny v 90. letech 20. století. Plány však zhatil rozpad Sovětského svazu. Koncepce výstavby stanice byla přehodnocena v roce 2007. Stanice byla nakonec otevřena 19. dubna 2016. Slavnostní zahájení provedl ázerbájdžánský prezident Ilham Alijev.